# Lierna
Lierna és un municipi de la província de Lecco a Llombardia, al nord-oest d'Itàlia. Es troba a la riba oriental del llac de Como, a uns 60 quilòmetres al nord de Milà i uns 15 quilòmetres al nord-oest de Lecco. Té prop de 1200 habitants. Limita amb els municipis d'Esino, Lario, Mandello del Lario, Bellagio i Varenna.
Amb Menaggio, Tremezzo, Varenna i Bellagio, forma part de la zona del Llac de Como central. És històricament considerat el poble més luxós de tot el llac de Como i també és anomenat el «diamant del llac de Como».

## Història
La primera menció de Lierna data de l'any 854 dC, però les restes romanes, inclòs un terra de mosaic ara al Palazzo Belgioioso de Lecco, testimonien un assentament molt anterior. El nom del poble pot ser d'origen romà o celta.
Entre 1035 i 1202 va ser un feu del monestir de San Dionigi a Milà. Lierna es va disputar entre Milà i Como, i entre les famílies Della Torre i Visconti. Va passar a mans del Marchesino Stanga el 1499, i el 1533 a la família Sfondrati de Cremona, que la va mantenir fins al 1788. Lierna es va convertir en comuna el 1743, quan es va separar del de Mandello.
L'any 1927 l'escultor milanès Giannino Castiglioni va obrir un estudi a casa seva a Lierna, on va morir el 27 d'agost de 1971. L'any 2009, els seus hereus van donar a l'Ajuntament de Lierna gran part dels guixos de les seves escultures, que en principi es van distribuir per diversos edificis de la població.
L'any 1933 es va trobar un fòssil incomplet de Lariosaurus balsami, un notosàurid del Triàsic mitjà (fa uns 240 milions d'anys) del qual es va descobrir el primer exemplar a Perledo, a uns 10 km al nord de Lierna, en una pedrera de la fracció de Grumo. Actualment, es troba al Museu d'Història Natural del Palazzo Belgioioso de Lecco.